# Латиноамериканский квартет
Латиноамериканский квартет (исп. Cuarteto Latinoamericano) — мексиканский струнный квартет, базирующийся в Мехико. Основан в 1982 г. Первоначальным составом руководил уругвайский скрипач Хорхе Риси, преподававший в Национальной консерватории Мексики и собравший в ансамбле своих студентов. После отъезда Риси на родину в 1986 г. игравшие в квартете братья Арон и Алваро Битран пригласили занять освободившееся место своего третьего брата Саула. Все участники квартета прошли мастер-класс знаменитого Амадеус-квартета.
Первоначально репертуар квартета был близок к стандартному, однако со временем музыканты решили сделать акцент на латиноамериканской музыке, и это принесло им успех и популярность. Латиноамериканский квартет дал более 100 мировых премьер, записал около 40 альбомов, включая все квартеты Эйтора Вилла-Лобоса, Альберто Хинастеры, Сильвестре Ревуэльтаса, Родольфо Альфтера и др.
В 2014 году квартет награждён чилийским Орденом Пабло Неруды за заслуги в области искусства и культуры.

## Состав
Первая скрипка:
- Хорхе Риси (1982—1986)
- Саул Битран (с 1986 г.)

Вторая скрипка:
- Арон Битран

Альт:
- Хавьер Монтьель

Виолончель:
- Алваро Битран